# برد گوری دزداران ۲
برد گوری دزداران ۲ در شهرستان کوهرنگ، روستای دو آب صمصامی واقع شده و این اثر در تاریخ ۸ خرداد ۱۳۸۰ با شمارهٔ ثبت ۳۸۶۷ به‌عنوان یکی از آثار ملی ایران به ثبت رسیده است.